# Гражданская война в Австрии
Февральское восстание 1934 года в Австрии (нем. Februarkämpfe 1934), также известное как Гражданская война в Австрии (нем. Österreichischer Bürgerkrieg) — вооружённые столкновения в Австрийской Республике 12—16 февраля 1934 года между левыми (социал-демократическими) и правыми группировками, участие на стороне которых приняли также силы полиции и армии, в городах Вена, Грац, Винер-Нойштадт, Брук-ан-ден-Мур, Штайр и Юденбург. С обеих сторон погибло и пропало без вести до 1600 человек.

## Предпосылки к перевороту

Безработица в Австрии, 1919−1955 годы

После распада в 1918 году Австро-Венгерской империи и установления парламентской республики (первоначально, Германская Австрия) политическая жизнь Первой австрийской республики превратилась в противоборство между двумя непримиримыми политическими силами — социал-демократами, опиравшимися на городской пролетариат (прежде всего в Вене), и блоком правых партий, пользовавшихся поддержкой католической церкви, крестьянства и мелкой буржуазии (христиане-социалисты, позже Отечественный фронт).
Помимо парламентских партий, и левые, и правые силы располагали боевыми организациями, состоявшими из тысяч фронтовиков Первой мировой войны:
Левые
- «Республиканский Союз обороны» (нем. Republikanische Schutzbund, Республиканский шуцбунд);

Правые
- «Союз обороны родины» (нем. Heimwehr) — ополчение;
- «Союз фронтовиков» (нем. Frontkämpfervereinigung).

Столкновения между двумя сторонами были привычным делом, начиная с 1921 года; до 1927 года обходилось без жертв.
Во время демонстрации в мае 1927 года ультраправые боевики «Союза фронтовиков» обстреляли левую демонстрацию в Шаттендорфе; были убиты ветеран Первой мировой войны и восьмилетний ребёнок.
В июле трое обвинённых в убийстве были оправданы судом, что вызвало национальную забастовку и массовые акции протеста в Вене, которые 15 июля перешли в открытые столкновения между протестующими и шуцбундом с одной стороны и полицией и хеймвером с другой. Толпа штурмовала и подожгла судебную палату, полиция ответила огнём на поражение — всего было убито 89 человек (85 из них — левые участники демонстраций), более 600 человек было ранено.
После событий 1927 года возникли новые правые боевые организации:
- в 1927 году «Лига Свободы»[нем.] (нем. Freiheitsbund) для защиты от действий социал-демократов.
- в 1929/30 годах «Бауэрнвер[нем.]» (нем. Bauernwehr) — «Крестьянская милиция», переименованная в 1932 году в «Зелёный фронт», нем. Grüne Front
- в 1930 году «Австрийские штурмовики[нем.]» (нем. Ostmärkische Sturmscharen) — клерикально-фашистская, но не прогерманская организация.

Несмотря на это, в целом конец 1920-х годов был достаточно успешным для австрийской экономики, что позволило поднимать оплату труда и строить муниципальное жильё для рабочих и государственных служащих. Великая депрессия, начавшаяся в конце 1929 года, привела к массовой безработице и поставила крест на социальных программах, что вновь обострило борьбу правых и левых.
Правые идеологи распространили в обществе мнение о том, что «западная демократия» и парламентская форма государства неприемлемы для Австрии; в мае 1930 года боевая организация правых, Хеймвер, принесла так называемую «Корнойбургскую клятву» о борьбе за полную ликвидацию парламентской демократии и замену её «властью патриотов» в широком союзе с общественностью и церковью. Социал-демократы выиграли местные выборы 1932 года в Вене; проигравшие правые силы опасались поражения на общенациональных парламентских выборах и взяли курс на силовой захват власти и отмену демократических выборов вообще. Этот курс активно поддержал Бенито Муссолини.

### Переворот 1933 года
В феврале 1933 года произошёл парламентский кризис в связи с принятием закона о минимальной оплате труда. После того, как парламентские слушания зашли в тупик и три спикера подряд подали в отставку, несмотря на сохранившуюся возможность преодолеть кризис парламентскими методами, 4 марта канцлер Энгельберт Дольфус (Христианско-социальная партия) распустил парламент. Затем последовала череда действий, установивших корпоративную диктатуру группы консерваторов, равно удалённых и от австрийских левых, и от германских националистов:
- 7 марта — возобновлено действие принятого в 1917 году закона военного времени (нем. Kriegswirtschaftliches Ermächtigungsgesetz), запрещавшего массовые шествия, собрания, устанавливавшего цензуру и государственный контроль над экономикой;
- 12 марта — венский кардинал Инницер публично призвал католиков поддержать переворот. Церковь, с несущественными оговорками, стала одной из опор нового режима;
- 15 марта, прикрываясь законом 1917 года, полиция воспрепятствовала воссоединению парламента (христиане-социалисты бойкотировали воссоединение, и к парламенту пришли только левые и «великогерманцы» — сторонники объединения с Германией);
- 31 марта — объявлен вне закона «Республиканский Союз обороны» (Шуцбунд);
- 10 апреля — отменён республиканский закон об отделении школы от церкви; автор этого закона, министр образования Отто Глокель, оказался в концлагере Вёллерсдорф и умер вскоре после освобождения в 1935 году;
- 10 мая — отменены все выборы, от муниципальных до федеральных;
- 20 мая — основан «Отечественный фронт», широкая коалиция правых сил и церкви, опора режима Дольфуса, ультраправая австрофашистская (но не нацистская) политическая партия;
- 26 мая — запрещена деятельность коммунистической партии;
- 19 июля — запрещена деятельность НСДАП;
- 16 августа — государство и церковь заключили конкордат (отменён германской стороной после аншлюса);
- сентябрь — срочная постройка концентрационных лагерей;
- 28 октября — папа Пий XI заявил поддержку «выдающимся государственным мужам Австрии»;
- 11 ноября — восстановлена смертная казнь за убийство, поджог, вандализм, уничтожение чужого имущества.

В связи с тем, что австрийские левые были наиболее явной угрозой для власти, режим Дольфуса немедленно арестовал множество левых активистов. После запрета всех других политических партий, ликвидации парламента и демократии «Отечественный фронт» занимал монопольное положение в австрийской политике. Деятельность коммунистов была прочно загнана в подполье, но социал-демократы и профсоюзы всё ещё оставались влиятельной силой.

## Февральское восстание

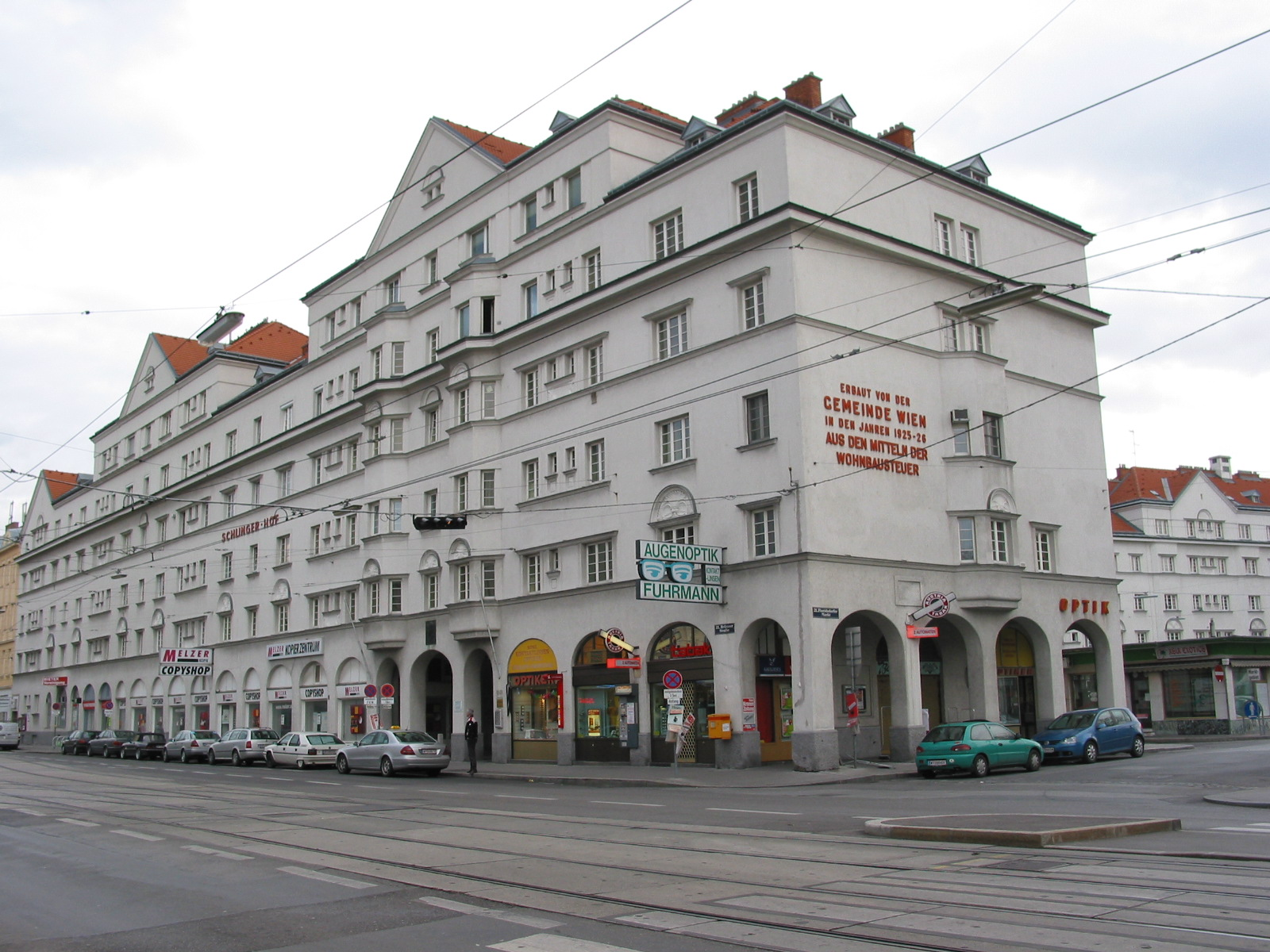
Построенный в 1925—1926 годах муниципальный квартал Шлингерхоф — в 1934 году стал опорным пунктом левых боевиков

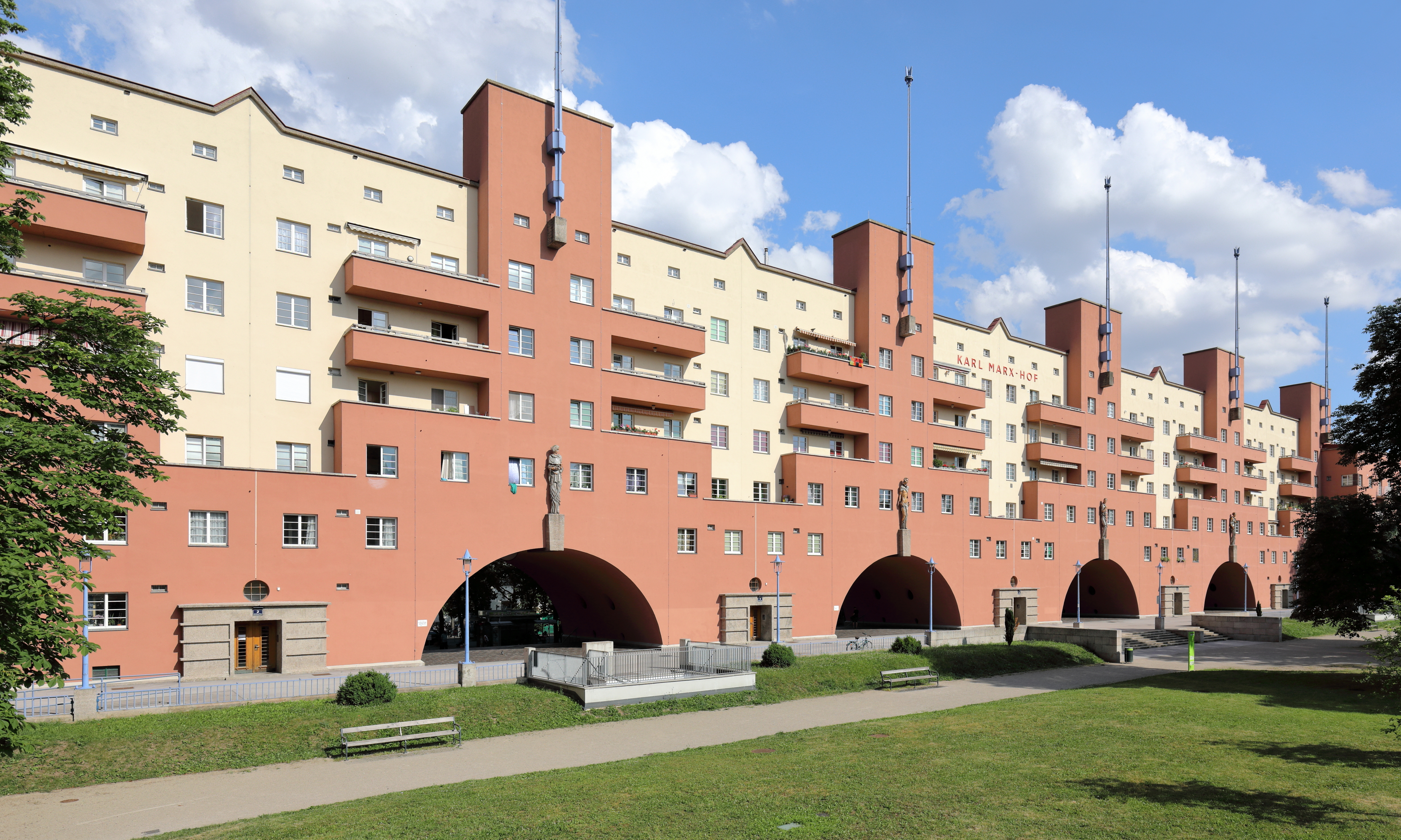
Карл-Маркс-Хоф

12 февраля 1934 года обыск в штаб-квартире социал-демократов в Линце спровоцировал вооружённое столкновение между правительственными силами и боевиками запрещённых левых организаций. Конфликт охватил крупные города Австрии, прежде всего Вену, где левые боевики забаррикадировались в рабочих кварталах. В 1920-е годы в Вене было построено много дешёвого муниципального жилья (нем. Gemeindebauten), и перенаселённые рабочие новостройки, такие, как Карл-Маркс-Хоф, Зандляйтенхоф, Шлингерхоф, стали опорными пунктами восстания. Полиция и боевики ультраправых («Отечественного фронта») заняли соседние кварталы, началась перестрелка — вначале из стрелкового оружия.
13 февраля в конфликт на стороне ультраправых вмешалась армия (нем. Bundesheer). Левые силы были разгромлены артиллерийским огнём. К концу 13 февраля опорные пункты социал-демократов в Вене и Верхней Австрии прекратили сопротивление.
14 февраля сдался венский район Флоридсдорф, где к восставшим присоединилась пожарная дружина во главе с Георгом Вейселем, которую правительственным войскам удалось разбить только применив удушающие газы.
До 15 февраля продолжалось сопротивление левых в Юденбурге и Брук-ан-ден-Муре.
Считается, что к 16 февраля все очаги восстания были подавлены.
В Вене только на стороне левых погибло свыше 200 человек, а всего по стране с обеих сторон погибло и пропало без вести до 1600 человек. Правительство провело массовые аресты, заполнив построенный ещё в 1933 концлагерь Вёллерсдорф. После восстания была запрещена и разгромлена социал-демократическая партия и связанные с ней организации. Лидеры социал-демократов бежали в Чехословакию. Оставшихся в стране расстреливали[уточнить] принявшие массовый характер военно-полевые суды, имевшие право наказания смертью через повешение. Первым повешенным «в трое суток» стал обвинённый в поджоге слабоумный карлик Петер Штраус; за ним были повешены десятки видных социал-демократов и профсоюзных чиновников. Для отдельных обвиняемых, имевших ценность для христиан-социалистов, была сохранена возможность помилования.
Устранив социал-демократов и профсоюзы с политической сцены, правительство Дольфуса консолидировало союз консервативных сил и церкви. 30 апреля—1 мая 1934 года состоялось последнее в истории первой республики собрание законодателей, полностью подконтрольных режиму Дольфуса, на котором была принята так называемая Майская конституция, заимствованная у режима Муссолини. Конституция, одобренная 1 мая 1934 года, заменила государственный лозунг первой республики «Австрия — демократическая республика. Право принадлежит народу» лозунгом сословного клерикального государства: «Во имя Бога Всемогущего, дарующего все права, австрийский народ получил эту конституцию для своего христианского немецкого союзного государства, построенного на сословном принципе» (нем. Im Namen Gottes, des Allmächtigen, von dem alles Recht ausgeht, erhält das österreichische Volk für seinen christlichen deutschen Bundesstaat auf ständischer Grundlage diese Verfassung).
В июле 1934 года Дольфус был убит боевиками австрийских СС, но созданный им режим, известный как австрофашизм, просуществовал до аншлюса 1938 года.

## Влияние событий 1934 года на современное государство

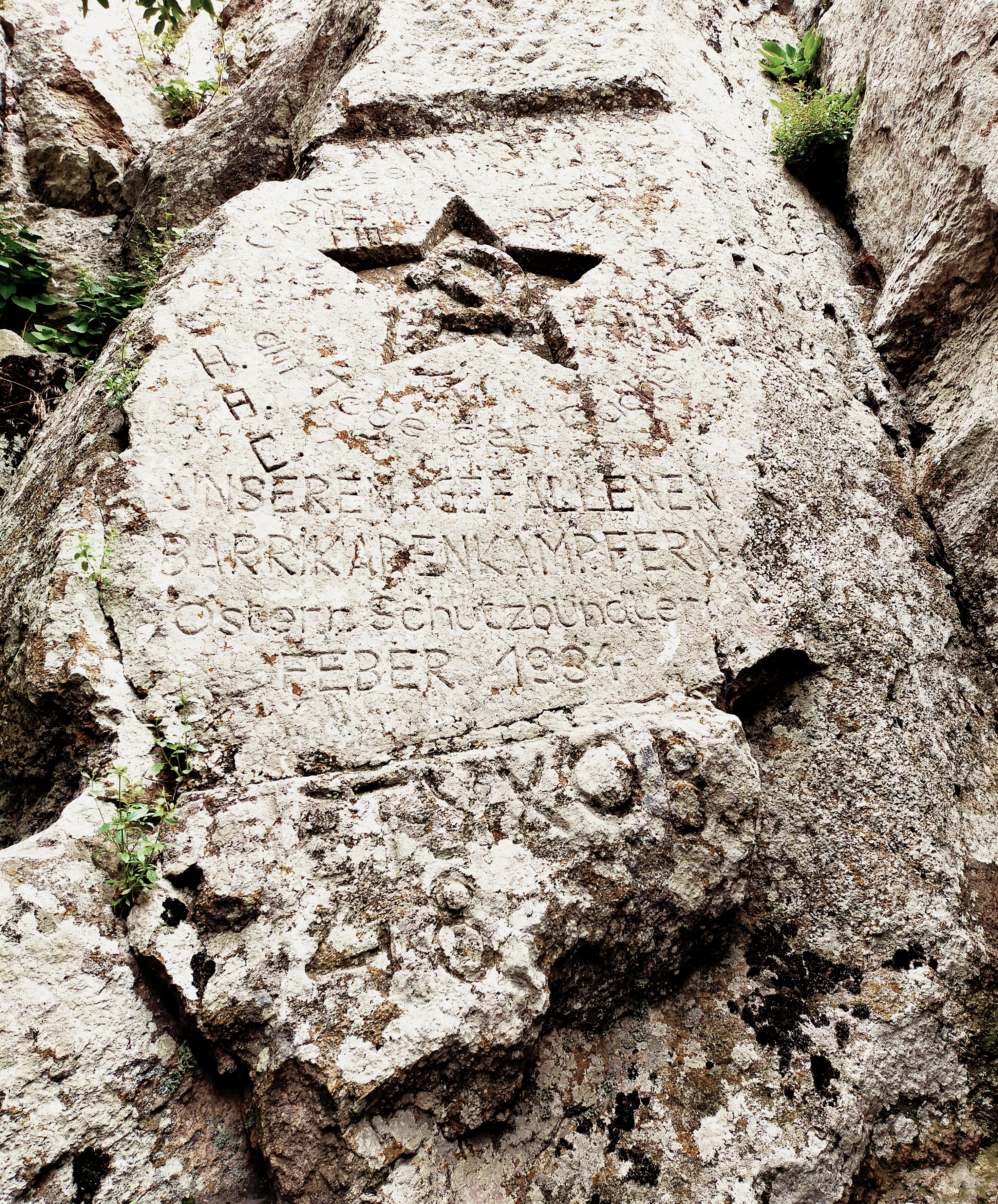
Памятная надпись на горе Железной

В политике послевоенной Австрии, так же как и до 1933 года, сохранилось противоборство социал-демократов и консерваторов (нынешняя Австрийская народная партия). Однако основатели Второй австрийской республики (1955), не желая повторения событий 1934 года, заложили в конституцию страны положения, не позволяющие парламентскому большинству отстранить меньшинство от власти и захватить все ветви власти в стране. Так называемая доктрина пропорционального представительства (нем. Proporz) требует, чтобы министерские посты распределялись между партиями пропорционально их представительству в парламенте. Этот принцип, сыграв свою положительную роль в период послевоенного восстановления экономики, постепенно свёл на нет политическую борьбу, так как распределение постов на среднем и нижнем уровнях власти, зафиксированное межпартийными соглашениями, не меняется десятилетиями и практически не зависит ни от результатов выборов, ни от общественного мнения.
Критика этой системы достигла апогея в 1990-е годы (в лице Йорга Хайдера). Интеграция Австрии в Европейский союз во многом ослабила отрицательное влияние пропорциональной системы, так как регулирование отдельных отраслей перешло от национального правительства к общеевропейским органам.

## Отображение в культуре
Россия, Ставропольский край, г. Железноводск, гора Железная. По пути на вершину, возле тропы на поверхности скалы выбита памятная надпись на немецком о событии:

Товарищи, мы приближаемся ко дню отмщения! Нашим товарищам, павшим на баррикадах. Австрия, бойцы шуцбунда. Февраль 1934.
Оригинальный текст (нем.)Genossen wir kommen am Tage der Rache! Unseren gefallenen Barrikadenkämpfern, Österr. Schutzbündler, Feber 1934.